# Садове (Байтерецький район)
Садо́ве (каз. Садовое) — село у складі Байтерецького району Західноказахстанської області Казахстану. Входить до складу Макаровського сільського округу.
У радянські часи село називалось Первомайське або імені ОГПУ.
Населення — 477 осіб (2021; 347 у 2009, 267 у 1999, 223 у 1989).